# Otto Rothe
Otto Rothe (ur. 6 listopada 1924 w Somaninach, zm. 9 stycznia 1970 w Bad Reichenhall) – niemiecki jeździec sportowy. Dwukrotny medalista olimpijski.
Sukcesy odnosił we Wszechstronnym Konkursie Konia Wierzchowego. Brał udział w dwóch igrzyskach olimpijskich (IO 52, IO 56), na obu zdobywał srebrne medale w drużynowym konkursie WKKW. W 1952 startował na koniu Trux von Kamax, reprezentację RFN tworzyli ponadto Wilhelm Büsing i Klaus Wagner. W 1956 - konkurencje jeździeckie były rozgrywane w Sztokholmie (główne zawody odbywały się w Melbourne, ale jeźdźcy – ze względu na problemy z kwarantanną zwierząt – rywalizowali w Szwecji) – startował na koniu Sissi, partnerowali mu August Lütke-Westhues i ponownie Wagner.
Zginął w wypadku drogowym.